# Alannah Stephenson
Alannah Stephenson (* 4. Dezember 1996 in Lisburn) ist eine nordirische Badmintonspielerin. 

## Karriere
Alannah Stephenson siegte 2010 bei den Ulster Open. Bei den Irish International 2012 belegte sie Rang zwei, bei den nationalen Titelkämpfen 2013 Rang drei. Im gleichen Jahr nahm sie auch an den Badminton-Mannschaftseuropameisterschaften und den Commonwealth Games teil.